# Rafael Buelna
El general Rafael Buelna Tenorio (Mocorito, Sinaloa, México; 23 de mayo de 1890-Morelia, Michoacán, México; 23 de enero de 1924) fue un militar mexicano que participó en la Revolución mexicana.
Cursó sus estudios en el Colegio Civil de Rosales, dedicándose a la poesía y a la literatura; destacó como colaborador de El Correo de la Tarde de Mazatlán. El gran escritor sinaloense, José C. Valadés, nos dice que Buelna en su infancia no conoció de angustias, fue un muchacho de intrepidez probada, ingenioso y de buen sentido del humor, de lances imprevistos y profunda entereza en su conducta, de valentía excelsa, de un gran carácter y de una preclara inteligencia. Sin mayores sustos, recibe el certificado de educación primaria. 
Su vocación sería la de abogado, y obedeciendo sus aspiraciones ingresa en 1907 al ilustre Colegio Civil Rosales. Alterna sus estudios con la poesía y la literatura y de vez en cuando colabora en los periódicos Decano de Sinaloa y El Correo de la Tarde, de Mazatlán. 
Aquí en el ambiente universitario, su alma romántica ya capta las injusticias de su pueblo; para entonces ya cuenta con 17 años y está en la edad de los arranques y de las inquietudes. El firme deseo firme de ver, conocer e indagar invade su espíritu. En 1909 se afilió a la candidatura anticientífica de José Ferrel, y en su campaña pronunció varios discursos. Aunque su actitud le valió la expulsión definitiva del colegio, Buelna se convirtió en el líder del Club Democrático de Mazatlán. Con motivo de sus colaboraciones en el periódico mazatleco, se traslada momentáneamente al bello puerto, y se convierte en el líder del club Democrático de Mazatlán. Ante las frecuentes persecuciones del ferrelismo y ante un pueblo vejado y burlado por la oligarquía porfirista, Rafael emigra a Guadalajara, donde continúa sus estudios de abogado y ejerce con valentía el periodismo, colaborando en el periódico La Gaceta. Es entonces cuando tiene oportunidad de saludar personalmente a Don Francisco I. Madero, cuando el autor del Plan de San Luis se presenta en esta ciudad como candidato antirreleccionista a la Presidencia de la República, lo que Buelna aprovecha para ponerse a sus órdenes. 
Buelna fue un muchacho curioso e inquieto por naturaleza, muy visionario, y que nunca dio muestras de pesimismo o flaqueza cuando algunas acciones y proyectos no le resultaban, y por eso mismo, la curiosidad lo llevó a la Ciudad de México, coincidiendo su llegada precisamente cuando la burguesía en el poder, el porfiriato, celebraba las fastuosas fiestas del Centenario de la Independencia. Objetivamente, Buelna observa el envejecimiento del régimen que se cubre con sedas para disimular su senectud.

## Revolución
Rafael Buelna tuvo una corta vida revolucionaria: a los 19 años se afilió a la oposición en Culiacán, y murió antes de los 34, habiendo alcanzado el grado de general de brigada. En 1910 se levantó en armas en las filas del general Martín Espinosa, en el noroeste de Jalisco. Fue nombrado coronel y al ocupar Espinosa la jefatura política de Tepic, Buelna fue nombrado Secretario de Gobierno. Durante la presidencia de Francisco I. Madero reingresó al Colegio Rosales, pero en 1913 con la Decena Trágica volvió a dejar los libros por las armas y luchó contra Victoriano Huerta de nueva cuenta con el general Martín Espinosa. Pronto logró sobresalir por su juventud y valentía. Capturó Tepic con sus lugartenientes Rafael Garay y Vidal Soto, pero tuvo un enfrentamiento con Álvaro Obregón a quien le formó cuadro para fusilarlo por razones de mando al intentar enviarlo en la retaguardia a la toma de Guadalajara, a pesar de haberlo nombrado por órdenes de Venustiano Carranza Jefe político y comandante militar de Tepic, así como la ratificación del grado de General Brigadier, no obstante lo anterior, Obregón repartió a su gente entre los elementos de Lucio Blanco y Manuel M. Diéguez el mando en Tepic. Posteriormente, continuaron en la lucha armada hasta derrocar a Victoriano Huerta y tomar la Ciudad de México, convocándose a todos los grupos que lucharon por derrocar a Huerta a la Convención de Aguascalientes de 1914, Buelna formó parte de la comitiva de invitación a Zapata, donde los asistentes en una bandera firmaron los pactos acordados, los cuales posteriormente desconocería Venustiano Carranza, rompiéndose las alianzas tanto con Villa como con Zapata. Ante esta situación, Rafael Buelna decide apoyar el movimiento de Villa y vuelve hacia el territorio de Tepic a continuar con la lucha armada, pero al ver que la guerra con Carranza estaba perdida, rompe también con Villa y se autoexilia en Estados Unidos, exilio que posteriormente fue hecho oficial por Venustiano Carranza como Presidente de la República, mismo que más tarde se lo condona para permitirle volver al país reconociéndole todos sus grados y antigüedad en el ejército, lo cual realizó para allegarse adeptos en su intención por dejarle la presidencia a un civil y no a un militar, postura que le costó la muerte a Carranza, al asumir Obregón la Presidencia de la República, Buelna fue nombrado General de Brigada y ocupó el cargo de Secretario Particular del General Estrada, Subsecretario de Guerra y Marina, con quien más tarde acompañó a la Zona Militar de Guadalajara como su Estado Mayor, hasta que al momento de imponer Obregón a Calles como candidato a presidente se le rebelan las tres quintas partes del ejército, encabezadas por el entonces Gobernador de Sinaloa, el tenor Adolfo de la Huerta, iniciando desde el Noroeste un avance para tomar la Ciudad de México; En el trayecto derrota a Lázaro Cárdenas en la sierra de Michoacán y al encontrar herido al General Cárdenas después de derrotarlo, lo envía a su casa en Guadalajara a curarlo y otorga la libertad a los subordinados de Cárdenas: Posteriormente sigue avanzando y en el curso de la toma de Morelia muere en una emboscada el 24 de enero de 1924, dejando viuda y dos hijos: Rafael y Pablo. El primero de ellos, Rafael,  muere en Tepic a los 14 años al contraer el mal del tétano a causa de la infección de una perrilla en un ojo, al tallárselo mientras jugaba a las canicas. Y Pablo, que nació en 1921, murió a la edad de 94 años en marzo de 2012.

## Muerte
Regresó al país del exilio en 1919 para trabajar como administrador de rastros y mercados; un año después se sumó a Villa en contra de Venustiano Carranza, y meses más tarde combatió la candidatura de Álvaro Obregón. Tras la muerte de Carranza fue relegado en una comandancia militar de Jalisco y sin mando de tropas. Su última participación política fue en 1923, en la Rebelión delahuertista. Incorporado a las fuerzas del general Enrique Estrada obtuvo valiosos triunfos ante las tropas federales. En Teocuitatlán de Corona, Jalisco, derrotó a una columna al mando del General Lázaro Cárdenas del Río, a quién tomó preso y después dejó en libertad, junto con su tropa. Entró en Yuriria, Guanajuato,  y después siguió para Acámbaro con rumbo a Morelia, en cuya toma fue abatido por bala en una emboscada el 23 de enero de 1924.
Como homenaje a Rafael Buelna y su espíritu de rebelión contra la dictadura porfirista la Universidad Autónoma de Sinaloa celebra cada 23 de mayo, aniversario de su nacimiento, el "día del estudiante universitario" con diversas celebraciones en las que se organiza un evento académico entre estudiantes de preparatorias que lleva su nombre:Concurso Académico Rafael Buelna Tenorio.
En 2013, el cineasta Felipe Cazals dirigió el largometraje Ciudadano Buelna, relativo a la participación de Rafael Buelna Tenorio en la Revolución Mexicana.
Se cuentan sus hazañas militares en Las caballerías de la Revolución (1937) por escritor sinaloense José C. Valadés. 